# زنان در انتخابات ایران
زنان در انتخابات ایران مشارکت سیاسی زنان در ایران، از زمان مشروطه تا امروز، دارای فراز و نشیب‌های خیلی زیاد است. در حالی که زنان ایرانی از سال ۱۳۴۱ به‌طور رسمی حق رای به دست آوردند، حضورشان در انتخابات همچنان تحت تأثیر قوانین، فرهنگ و ساختارهای اجتماعی قرار دارد. این مقاله به بررسی تاریخچه، چالش‌ها و تعدادی از زنان در انتخابات ایران می‌پردازد.

## تاریخچه

### آغاز راه: از مشروطه تا انقلاب سفید
در دوران مشروطه (۱۲۸۵)، قانون انتخابات مجلس شورای ملی زنان را از حق رأی محروم کرد و آن‌ها را در کنار «دیوانگان و مجرمان» قرار داد. با وجود تلاش‌هایی مثل اعتراض حاج شیخ تقی ایرانی در مجلس دوم (۱۲۹۰)، این محرومیت تا دهه‌ها ادامه یافت. در سال ۱۳۴۱، با انقلاب سفید محمدرضا شاه، اصل پنجم این انقلاب حق انتخاب و انتخاب شدن را به زنان اعطا کرد. در ۱۷ سپتامبر ۱۹۶۳، زنان برای اولین بار در انتخابات مجلس شرکت کردند و فرخ‌رو پارسا به‌عنوان اولین نماینده زن وارد مجلس شدند. این گام، نقطه عطفی در تاریخ سیاسی زنان ایران بود.

### پس از انقلاب: مشارکت با ارتباط
پس از انقلاب ۱۳۵۷، حق رأی زنان حفظ شد و روح‌الله خمینی آن را با قوانین اسلامی سازگار دانست. در انتخابات مجلس شورای اسلامی، زنان به‌عنوان رأی‌دهنده و محل نامزد حضور یافتند. اعظم طالقانی، که بارها برای نامزدی ثبت‌نام کرد، نمونه برجسته‌ای از این چالش است. او در سالهای ۱۳۷۶، ۱۳۸۴ و ۱۳۸۸ رد صلاحیت شد.

## گزارشها و آمار
در مجلس شورای اسلامی، حضور زنان رشد کرده است. در دوره دهم (۱۳۹۵)، ۱۷ زن به مجلس راه یافتند که رکوردی تاریخی بود. با این حال، این تعداد تنها ۵٫۸ درصد کرسی‌ها را می‌داد، در حالی که زنان نیمی از جمعیت ایرانند. در انتخابات ریاست جمهوری ۱۴۰۰، از ۱۶۳۶ داوطلب، ۱۳۷ نفر زن بودند، اما هیچ‌کدام متوجه نشدند. این آمار نشان‌دهنده شکاف بین سهم و تأثیر کیفی زنان است.

## چالش‌ها
زنان در انتخابات ایران با ساختاری و فرهنگی روبه‌رون. قوانین محدودکننده، مثل شرط «رجل سیاسی»، و نگاه جامعه سنتی که سیاست را عرصه‌های مردانه می‌داند، از جمله این موارد می‌شود. در دوره‌های انتخاباتی، زنان به‌عنوان ابزار تبلیغاتی استفاده می‌شوند، اما پس از انتخابات، مطالبشان نادیده گرفته می‌شود. سرکوب فعالان زن، مانند صدور احکام سنگین در انتخابات ۱۴۰۳، نیز مشارکت سیاسی آن‌ها را به وجود آورده است.

## آینده
افزایش تحصیلات زنان (بیش از ۵۰ درصد دانشجویان دانشگاه‌ها) و فعالیت‌هایشان در نهادهای مدنی نشان‌دهنده پتانسیل بالای آن‌ها برای تغییر است. کمپین‌هایی مانند «تغییر چهره مردانه مجلس» در سال ۱۳۹۴ نمونه‌هایی از این پژوهش‌هاست. با این حال، تا زمانی که قوانین اصلاح شوند و فرهنگ سیاسی تغییر نکند، حضور زنان در انتخابات ایران محدود خواهد ماند.